# Cyril Svoboda

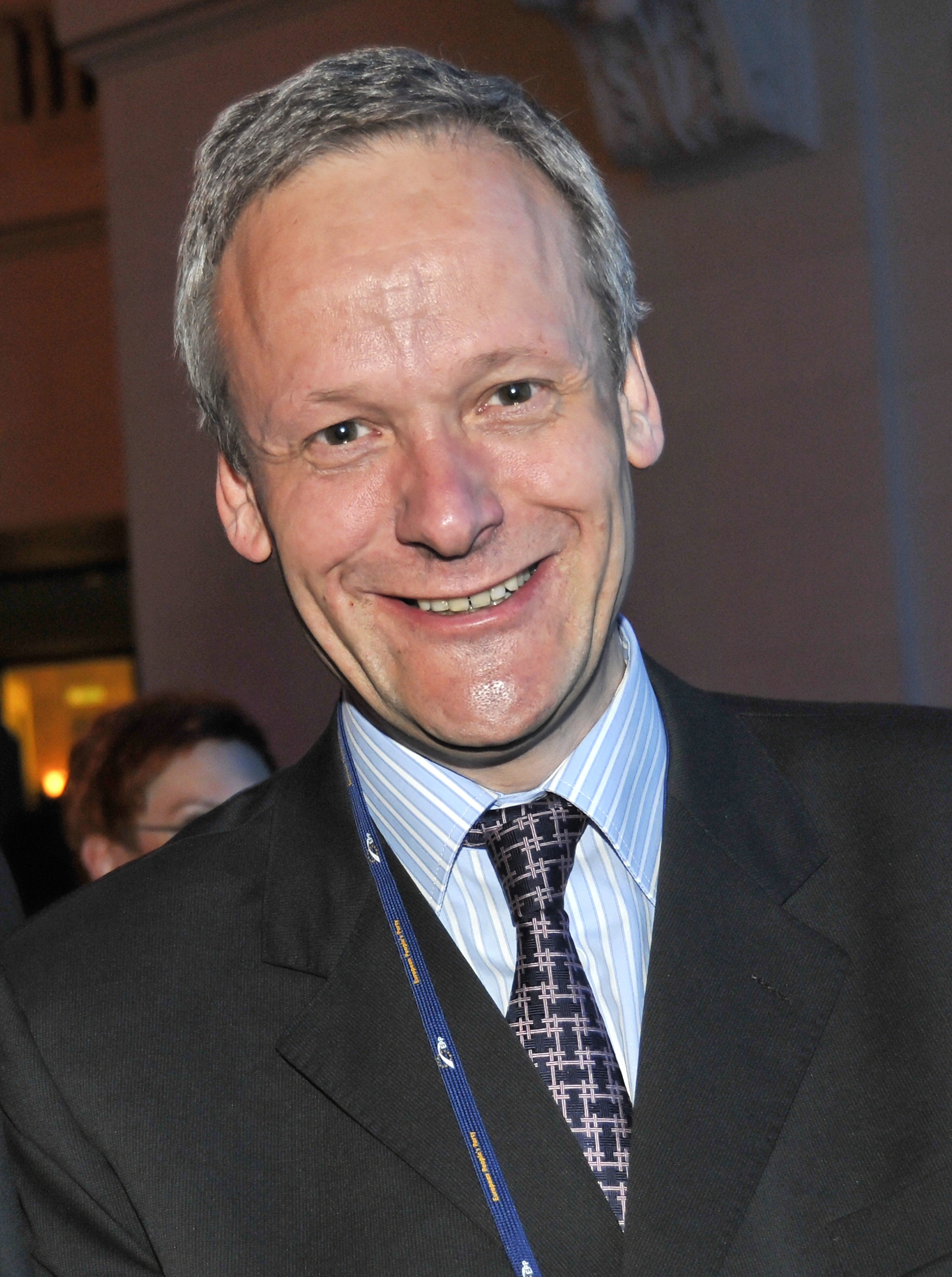
Cyril Svoboda

Cyril Svoboda (* 24. November 1956 in Prag) ist ein tschechischer Politiker. Er war von 2001 bis 2003 sowie von Mai 2009 bis Mai 2010 Vorsitzender der KDU-ČSL sowie von 1998 bis 2010 Mitglied des Abgeordnetenhauses des Parlaments der Tschechischen Republik.

## Leben
Nach seinem Jurastudium arbeitete er zunächst als Justiziar in der Wirtschaft und später an der Karls-Universität Prag. 1992 bis 1996 war er erster Stellvertreter des Justizministers, später Stellvertreter des Außenministers für die Fragen des EU-Beitritts Tschechiens. Im Jahr 1998 bekleidete er in der Übergangsregierung von Josef Tošovský das Amt des Innenministers. 1998 wurde er erstmals ins tschechische Abgeordnetenhaus gewählt, wo er bis 2002 den Vorsitz des Petitionsausschusses innehatte. 2001 bis 2003 war er Vorsitzender der KDU-ČSL, unterlag aber bei der Neuwahl dem Kandidaten des rechten Parteiflügels Miroslav Kalousek, Von 2002 bis 2006, in der Zeit der Koalition mit der ČSSD, amtierte er als Außenminister. In der Koalitionsregierung von Mirek Topolánek (ODS) bekleidete er das Amt eines Ministers ohne Geschäftsbereich und kurzzeitig das Amt des Ministers für ländliche Entwicklung. Am 30. Mai 2009 setzte sich Svoboda auf dem Parteitag in Vsetín im zweiten Wahlgang gegen seinen Kontrahenten Jan Březina als Nachfolger von Jiří Čunek durch. Nach dem Austritt mehrerer Mitglieder der Parlamentsfraktion, darunter auch des ehemaligen Parteivorsitzenden Miroslav Kalousek und des bisherigen Fraktionsvorsitzenden Severa, wurde Svoboda am 9. Juni 2009 außerdem zum Fraktionsvorsitzenden der KDU-ČSL in der Abgeordnetenkammer gewählt. Nachdem die KDU-ČSL bei den Parlamentswahlen 2010 eine historische Niederlage erlitten hatte und an der 5 %-Hürde gescheitert war, trat Svoboda noch am Wahlabend vom Parteivorsitz zurück.
2011 gründete Svoboda die Prague Diplomatic Academy.
Im Oktober 2013 akzeptierte er eine Einladung der Regierung von Aserbaidschan als Wahlbeobachter zur Präsidentenwahl. Sein Kommentar, dass die Wahl korrekt und transparent durchgeführt wurde, stand im Kontrast zur Bewertung durch OSZE-Wahlbeobachter.
Im März 2024 gab Svoboda dem Desinformationsportal Voice of Europe ein Interview, in dem er sich kritisch zur europäischen Unterstützung der von Russland angegriffenen Ukraine äußerte. Am 9. April 2024 distanzierte sich die Parteiführung der KDU-ČSL unter Marian Jurečka von Svobodas Aussagen und rief in dazu auf, anzudenken die Partei zu verlassen.
Svoboda ist verheiratet und hat vier Kinder.

## Auszeichnungen
- 2006: Großes Goldenes Ehrenzeichen am Bande für Verdienste um die Republik Österreich[5]
- 2008: Großes Verdienstkreuz mit Stern und Schulterband (Verdienstorden der Bundesrepublik Deutschland)
- 2012: Offizier der französischen Ehrenlegion